# Piero Calabrese
Piero Calabrese (Roma, 30 de octubre de 1958 - Roma, 28 de abril de 2016) ha sido un compositor, productor discográfico y cantante italiano.
En Italia ha trabajado y escrito para Alex Baroni, Giorgia, Zero Assoluto, Erredieffe, Julia Lenti y Marco Mengoni; además ha sido uno de los integrantes del grupo La Bottega delll`Arte, para la cual ha escrito muchas pistas conocidas, entre la cual, dos grandes sucesos Come due bambini (Como dos niños), que quedó en hit-parade por veinticinco semanas llegando hasta al quinto puesto, Amore nei ricordi ( Amor en los recuerdos), clasificándose al segundo puesto al Festivalbar 1976 y que quedó en hit-parade por veinte semanas llegando también este al quinto puesto;
En Francia su nombre es a menudo relacionado con aquel de Jeanne Mas con la cual ha colaborado a finales de los años ochenta y junto a ella ha trabajado con artistas internacionales como Tony Levin, Manu Katché.
Aún en Francia ha sido coproductor de los Blossom Child, disco de oro en el 1986, y productor y autor de Amanda Lear con la Carrere, autor de Mireille Mathieu, autor y productor de Carol Athena, Alex Parisi. Y para el exterior autor de Moses Our Revolution, disco de oro y de platino. Autor y productor para el Sur América del primer álbum de Laronte.

## Biografía
En el 1974 debuta como integrante de La Bottega dell` Arte grupo con el cual escala por muchísimos años el hit parade nacional con muchos singles y álbumes.
En los años '80 escribe para Franco Califano, Tiziana Rival, Dee D. Jackson.
En el 1993 abre en Roma, el estudio de grabación El Biplano de donde parten nuevos proyectos y colaboraciones
Desde 1993 al 2002 escribe para los Dhamm, disco de oro con Irene, y los Chicos Italianos; escribe y produce los discos de Lara Martelli, Erredieffe; produce los primeros tres discos de Zero assoluto y obtiene varios discos de oro con las pistas escritas para el primer álbum de Alex Baroni, Alex Baroni; produce el disco de los Archinuè, Premio Mía Martini de la crítica al Festival de Sanremo 2002. Desde 2003 comienza a trabajar para los arreglos, con la Asociación Eleniana para el proyecto del coro de Le Matite Colorate (Los Lápices Colorados) directas del maestro Germano Neri sobre músicas de Padre Luca Zecchetto.
En el 2004 y 2006 es maestro de orquesta para el musical producto del Teatro dell`Opera de Roma Viajó hacia el sol, para el cual escribe también los textos originales. Escribe también las músicas para Las imágenes de Dalì, del coreógrafo Rafael Del Prado, presentado en el 19.º Festival de Ballet de La Habana .
En el 2005 es autor de C´è di più (hay de más) de Alex Baroni.
En el 2007 sale el doble CD Alex Baroni Collection de Alex Baroni, en el cual aparece en calidad de autor de algunas pistas. Siempre en el mismo año colabora con Giorgia en su nuevo disco Stonata.
A abril de 2009, con el patrocinio del IMAIE, con el nombre Tusitala Project, da vida al proyecto de world music Echoes of Mediterranean, álbum de experimentación publicado en octubre del 2009. En mayo del mismo año, sale una nueva producción para la Sony, un disco con Lucilla Galeazzi y Peppe Voltarelli.
A junio de 2009 asume la dirección artística de la Casa Editora Ferdinando Bideri, para la cual da vida a una serie de nuevas etiquetas para nuevas producciones de varío estilo, orientado y dedicado a la recuperación del repertorio clásico de tradición.
En 2009 produce para la Obra Musical Marco Mengoni, ganador de la edición Italiana de X Factor 2009, del cual al año siguiente se convierte director artístico en su primer tour.
En septiembre de 2011 crea el nuevo single Solo (Vuelta al ruedo) de Marco Mengoni, que anticipa la salida del álbum Sólo 2.0 y obtiene el disco de oro.
En el 2012, inicia la producción de Julia Lenti.
En el 2011, después de muchos años como responsables didáctico para diversos colegios para el campo de la fonia y producción musical, empieza una serie de seminarios de producción musical, encontrando músicos y jóvenes talentos. En 2012 crea junto al hermano Massimo, la didáctica del Village Music Lab Accademy de Caserta y mantiene los seminarios y máster para la Universidad LUISS de Roma, en el ámbito del curso de Master of Music.
En el 2013 ha sido jurado de la Academy board en la primera edición del Music Summer Festival.
En el 2014 inicia la colaboración con Stefano Corona. El 2 de abril de 2016 viene publicado el sencillo "Amar es Fácil" al igual que el anticipo del primer álbum previsto para el septiembre de 2016.

## Principales canciones escritas de Piero Calabrese
| Año  | Título                              | Autores del texto                                    | Autores de la música                                                 | Intérpretes           |
| ---- | ----------------------------------- | ---------------------------------------------------- | -------------------------------------------------------------------- | --------------------- |
| 1975 | Como dos niños                      | Piero Calabrese                                      | Máximo Calabrese                                                     | La Bottega dell` Arte |
| 1976 | Amor en los recuerdos               | Piero Calabrese                                      | Massimo Calabrese                                                    | La Bottega dell`Arte  |
| 1977 | Que dulce ella                      | Piero Calabrese, Máximo Calabrese y Romano Musumarra | Piero Calabrese, Máximo Calabrese y Romano Musumarra                 | La Bottega dell`Arte  |
| 1979 | Te pierdo                           | Franco Califano                                      | Piero Calabrese y Romano Musumarra                                   | Franco Califano       |
| 1979 | Amante de tu pensamiento            | Franco Califano                                      | Piero Calabrese y Romano Musumarra                                   | Franco Califano       |
| 1979 | Bonita serás                        | Piero Calabrese y Romano Musumarra                   | Piero Calabrese y Romano Musumarra                                   | La Bottega dell`Arte  |
| 1980 | Más de una canción                  | Piero Calabrese                                      | Romano Musumarra                                                     | La Bottega dell`Arte  |
| 1981 | La aventura                         | Piero Calabrese, Fernando Ciucci y Romano Musumarra  | Piero Calabrese, Fernando Ciucci y Romano Musumarra                  | La Bottega dell`Arte  |
| 1986 | Y caminemos                         | Piero Calabrese                                      | Piero Calabrese, Lanfranco Carnacina y Francesco Ventura             | Lanfranco Carnacina   |
| 1998 | Sos vos o ella (aquello que quiero) | Piero Calabrese y Alex Barones                       | Alex Barones, Máximo Calabrese, Marco Rinalduzzi y Marco De Ángel    | Alex Barones          |
| 1998 | Cuantas veces                       | Piero Calabrese y Alex Barones                       | Stefano Conenna, Máximo Calabrese, Marco Rinalduzzi y Marco De Ángel | Serena C              |
| 2000 | Cada uno para sí                    | Piero Calabrese                                      | Piero Calabrese                                                      | Erredieffe            |
| 2007 | Los amantes                         | Giorgia Todrani                                      | Piero Calabrese, Máximo Calabrese y Giorgia Todrani                  | Giorgia               |
| 2010 | Créeme todavía                      | Marco Mengoni y Estrella Fabiani                     | Piero Calabrese y Máximo Calabrese                                   | Marco Mengoni         |
| 2016 | Amar es fácil                       | Piero Calabrese y Stefano Corona                     | Piero Calabrese y Máximo Calabrese                                   | Stefano Corona        |

## Discografía (con la La Bottega dell`Arte)

### 33 temas
- 1975: La Bottega de la Arte (EMI Italiana, 3C-064-18106)
- 1977: Dentro (EMI Italiana, 3C-064-18248)
- 1979: La aventura (EMI Italiana, 3C064-18423)
- 1980: La Bottega dell`Arte (EMI Italiana, 3C-064-18493)
- 1984: Fuerza 4 (New Sound, NWLP 1701)

### 45 temas
- 1974: Addio/Notturno per noi (Tomato Récords, ZZ 999)
- 1975: Como dos niños/Ripensare a lei(EMI Italiana, 3C 006-18108)
- 1976: Amor en los recuerdos/Mar nostrum (EMI Italiana, 3C 006-18185)
- 1977: Que dulce ella/Pastelli (EMI Italiana, 3C 006-18115)
- 1978: Bonita serás/Quedarse con los ojos cerrados (EMI Italiana, 3C 006-18325)
- 1979: La aventura/4280 miglia (EMI Italiana, 3C 006-18379)
- 1980: Más de una canción/Finaliza aquí (EMI Italiana, 3C 006-18464)
- 1981: Viejo rock/Vía del grano (EMI Italiana, 3C 006-18534)
- 1982: En las estrellas, en el viento/Mañana vendrá (Bottega de la Arte Records, 5020 001)
- 1983: No stop to América/Hacia este, hacia el sol (RCA Italiana, PB 6698)

### 33 temas publicados por el extranjero
- 1976: La Bottega dell`Arte (EMI, 6219; publicado en Argentina)
- 1984: Fuerza 4 (New Sound, NWLP 1701; publicado en Escandinavia)

### 45 temas publicados por el extranjero
- 1976: Como dos niños/Ripensare a lei (Peters International, PI 440; publicado en Estados Unidos)
- 1976: Como dos niños/Recordándote (Odeon, 1366; publicado en Argentina)
- 1976: Amor en los recuerdos/Mar nostrum (Sonopresse, ST 40223; publicado en Francia)
- 1976: Amor en los recuerdos/Mar nostrum (Crystal, 006 EMD 18185; publicado en Alemania Occidental)
- 1976: Amor en los recuerdos/Mar nostrum (Odeon, 1205; publicado en Chile)
- 1978: Bonita serás/Quedarse con los ojos cerrados (EMI, 3C 006-18325; publicado en España)
- 1978: Bonita serás/Quedarse con los ojos cerrados (EMI, 1656; publicado en Argentina)
- 1984: Let Mí Go, Let Mí Run/No stop to América (publicado en Escandinavia)
- 1985: No stop to América/Will You (Savoir Faire, 200 5797 A; publicado en Francia)

## Discos de otros artistas a los cuales ha participado
Las participaciones son de intendersi como arrangiatore, y/o músico y/o autor
| Año  | Intérprete                          | Título Álbum o single              |
| ---- | ----------------------------------- | ---------------------------------- |
| 1978 | AA.VV.                              | Mi Héroe Brazo de Hierro (singolo) |
| 1978 | Sammy Barbot                        | New México/Take My Music           |
| 1979 | Franco Califano                     | Te pierdo                          |
| 1979 | Camomilla                           | Discamomilla                       |
| 1981 | Franco Califano                     | Mi libertad                        |
| 1982 | Tiziana Rivale                      | El amor va                         |
| 1983 | Tiziana Rivale                      | Este mundo es una barraca          |
| 1984 | Dee D. Jackson                      | Moonlight Starlight                |
| 1984 | Max                                 | My Song (single)                   |
| 1984 | Neil Forte                          | Pour Heart (single)                |
| 1984 | Victoria                            | Time is over (single)              |
| 1984 | Richard Romeo                       | Nonchalance                        |
| 1985 | Bamboo                              | Je suis Bamboo                     |
| 1985 | Jeanne Mas                          | Coeur en Stereo                    |
| 1985 | Jeanne Mas                          | Jeanne Mas                         |
| 1985 | Moses                               | Our revolution                     |
| 1985 | Blossom Child                       | LOS Pray (singolo)                 |
| 1986 | Jeanne Mas                          | En rouge et noir                   |
| 1986 | Jeanne Mas                          | Remix (singolo)                    |
| 1986 | Jeanne Mas                          | Femmes de aujourd'hui              |
| 1986 | Lanfranco Carnacina                 | Y caminemos                        |
| 1986 | Chicano                             | Off the Wall                       |
| 1986 | Tonos Malco                         | Mientras el tiempo termina         |
| 1987 | Karol Welsman                       | Just Imagination                   |
| 1989 | Jeanne Mas                          | LES CRISES DE L'AME                |
| 1990 | Jeanne Mas                          | L'ART DES FEMMES                   |
| 1992 | Jeanne Mas                          | AU NOM DES ROIS                    |
| 1994 | Dhamm                               | Irene                              |
| 1997 | Alex Baroni                         | Alex Baroni                        |
| 1997 | Lara Martelli                       | Lara I                             |
| 1998 | Alex Baroni                         | El que quiero                      |
| 2001 | Erredieffe                          | Harem B                            |
| 2002 | Archinuè                            | Oltremare                          |
| 2002 | Alex Baroni                         | Sencillamente                      |
| 2003 | Jeanne Mas                          | Les Amants De Castille             |
| 2005 | Alex Baroni                         | Hay de más                         |
| 2007 | Alex Baroni                         | Collection                         |
| 2007 | Giorgia                             | Stonata                            |
| 2009 | Lucilla Galeazzi y Peppe Voltarelli | Capo Verde, terra d'amore          |
| 2009 | Marco Mengoni                       | Donde se vuela                     |
| 2009 | Marco Mengoni                       | Lejos de ti                        |
| 2010 | Marco Mengoni                       | Re matto                           |
| 2010 | Marco Mengoni                       | Re Matto LIVE DVD/CD               |
| 2011 | Marco Mengoni                       | SOLO (vuelta al ruedo)             |
| 2011 | Marco Mengoni                       | SÓLO 2.0                           |
| 2012 | Julia Lenti                         | Habla conmigo                      |
| 2012 | Julia Lenti                         | Illogico                           |
| 2014 | Giuliana Tecce                      | La Puerta                          |
| 2016 | Stefano Corona                      | Amar es fácil                      |

## Musical, obras musicales, película, ballets en los cuales ha tocado
| Año       | Intérprete            | Título Álbum o singolo            |
| --------- | --------------------- | --------------------------------- |
| 1978      | AA.VV.                | Brazo de Hierro contra los Indios |
| 1982      | AA.VV.                | s. Francesco de Bernardone        |
| 1993      | AA.VV.                | El gato que descubrió América     |
| 1999      | Lara Martelli y otros | Terra bruciata                    |
| 2003      | Jeanne Mas            | Les Amants De Castille            |
| 2003      | Erredieffe            | Honolulu Baby                     |
| 2004      | AA.VV.                | Festival Habana                   |
| 2005      | AA.VV.                | Deus lo volt                      |
| 2005-2006 | AA.VV.                | Viaje hacia el sol                |

- Datos: Q3903186